# 麦金利山
麥金利山（英語：Mount McKinley，又译麦金利峰），又称迪納利山（英語：Denali，或迪纳利峰），位于阿拉斯加州东南部、阿拉斯加山脉中段，海拔6,194（20,322英尺），是北美洲最高峰，也是美国的最高峰。俄属美洲時期，它的俄语名称是（罗马化：Bolshaya Gora），意思是“大山”。
麥金利山地区拥有变幻莫测的高山风、典型的北极植被以及野生动植物。这里大部分地区终年积雪，山间经常浓雾不断，雾气在皑皑白雪中缭绕弥漫时，几百米之外的景物便不可见。夏季，麥金利山的青青山坡上鲜花盛开，紫色的杜鹃和精巧的铃状石楠花随处可见。麥金利山还是世界登山爱好者的汇集之地。每年5月到7月有数百人登山，只有一半不到的人能登顶成功。一次登山约花3个星期。
2013年9月，根據最新的機載雷達技術，有證據顯示麥金利山實際高度為海拔20,237英尺（6,168），比起1950年代早期的官方記錄6,194米少了25米。

## 山名更改
2015年8月31日，美國政府宣佈將山名由“麦金利山”改回原名“迪纳利山”。美國內政部發表聲明時表示，麦金利山是取自前美國總統威廉·麦金莱，但他本人終生未曾到過此山，改回原名是代表政府對當地原住民傳統的支持。
2025年1月20日，美国總統特朗普簽署第14172号行政命令，要求內政部長在30天內將山名從「迪纳利山」改回「麥金利山」。1月23日，迪纳利山正式改名为麦金利山，而原國家公園名字並未因此而改變。